# 트래블러스 컴퍼니

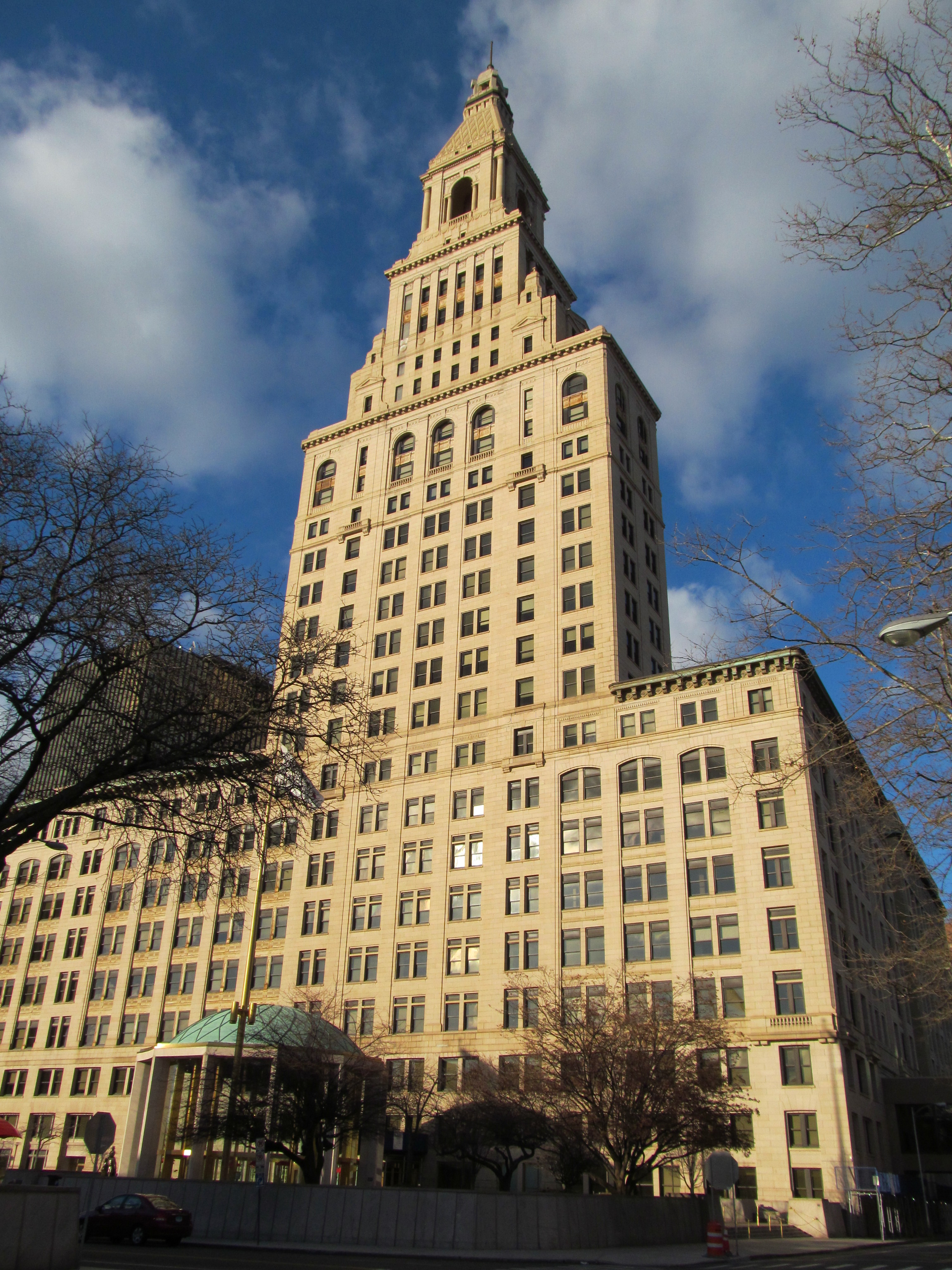
하포드에 위치한 트래블러스 빌딩

트래블러스 컴퍼니(영어: The Travelers Companies)는 미국의 보험회사이다. 미국에서 2번째로 큰 상업재산 보험상품을 판매하고 있으며, 3번째로 큰 개인보험 상품을 판매하는 회사이다. 트래블러스는 뉴욕주에 본사를 두고 미네소타주에서 설립되었으며, 코네티컷 하포드에 가장 큰 사무실을 두고있다. 트래블러스는 미네소타주 세인트 폴에도 큰 사무실을 두고 있다. 2009년 1월 8일부터 다우존스 산업평균지수에 반영되기 시작했다.
이 회사는 미국 모든 주에서 사무실을 두고 있으며, 영국과 아일랜드, 싱가포르, 중국, 캐나다, 브라질에서도 사업을 운영하고 있다. 2012년 회사는 2570억 달러의 수익을 올렸다고 공시했으며, 총 자산은 1조 49억 달러이다.